# Moonyoonooka
Moonyoonooka is een plaats in de regio Mid West in West-Australië.
Moonyoonooka maakt deel uit van het lokale bestuursgebied (LGA) City of Greater Geraldton, waarvan Geraldton de hoofdplaats is. Het ligt langs de 'Geraldton-Mount Magnet Road' die de North West Coastal Highway met de Great Northern Highway verbindt, ongeveer 419 kilometer ten noorden van de West-Australische hoofdstad Perth, 83 kilometer ten westzuidwesten van Mullewa en 16 kilometer ten oosten van Geraldton.
De spoorweg tussen Geraldton en Mullewa - die door Moonyoonooka loopt - maakt deel uit van het goederenspoorwegnetwerk van Arc Infrastructure. De luchthaven van Geraldton is op het grondgebied van Moonyoonooka gelegen.
Moonyoonooka telde 286 inwoners in 2021, tegenover 303 in 2006. De naam is afgeleid van een waterbron, de Molonoga  of Moonyonugo Spring.
Edith Cowan, Australiës eerste vrouwelijke parlementslid, werd op een boerderij, de 'Glengarry Homestead', in Moonyoonooka geboren.